# Башмачка (курган)
Курган Башмачка – аристократичний скіфський курган що належить до групи Башмачкинських курганів (курган №-6 з 7) знаходиться поблизу однойменного села в Солонянському районі Дніпропетровської області. Досліджений разом з іншими курганами групи у 1897 році Спициним Олександром Андрійовичем. 

## Опис кургану
На момент дослідження насип кургану мав висоту близько 7 м, ширину по лінії з сходу на захід майже 58 метрів. Північний схил кургану був значно крутіший за південний. Курган побудований у три прийоми. Перший насип складений з шматків дерну, внаслідок чого прошарок в розрізі має вигляд поораного неправильними рядами світлих полос, другий складається також майже виключно з пластів дерну, а третій насипаний одним тільки чорноземом. Перший і третій пласт мають в товщину до 2,5 метрів, а середній - до 3 метрів. Пласти між собою були розділені світлими лініями дерну, з чого дослідник зробив висновок, що вони були насипані через весну чи осінь. Поверхня першого та другого пластів місцями дуже неправильної форми. Основа другого пласта була укріплена до висоти 2,48 метрів стінкою з валунів та колотого каміння нерідко досить значних розмірів. Коло з каміння мало в діаметрі 44,6 метрів.
Розкопки кургану були проведені вилученням всієї середньої частини насипу довжиною в 9 метрів та шириною в 7,7 метрів. В насипу зрідка траплялись окремі кістки коней та уламки амфор, в грабіжницькому ході валуни. Найбільша кількість фрагментів кераміки та кісток знайдено в західній частині насипу. 
Майже в центрі основи кургану, дещо відступаючи на північ, була знайдена досить об’ємна та глибока ґрунтова яма, яка являла собою вхід в 2 камери. Її глибина була близько 5,5 метрів, ширина близько 2 метрів, довжина близьк 3 метрів, положення ями майже повністю відповідало лінії Захід-Схід. Яма майже до самого верху була наповнена колотим камінням великого та середнього розміру, з яких деякі сягали розміру 1,4 метри в довжину. Самий верх ями на 40 сантиметрів був наповнений землею, котра проникла сюди внаслідок осідання ґрунту. Землі між камінням не було. На стінках ями були помітні сліди знарядь, котрими вона була вибита, - прямі штрихи шириною близько 7 см., кінець заокруглений. Дно пологе в західну сторону, кути ями трішки заокруглені.
Вхід вів в камеру А і нішу В що знаходилися з північної сторони колодця, та розділені між собою перестінком в 35 см товщини. Камера (А) уявляла собою широке приміщення, довжиною 6 метрів 40 сантиметрів, шириною 5 метрів 70 сантиметрів. Її форма не відрізнялася симетрією ліній: ліва стінка розташовувалась прямо на північ, займаючи майже всю довжину приміщення, права була направлена на північний схід мала не більше 2,5 метрів, інша ж частина катакомби мала форму неправильного напівкола. Стеля обвалилася та являла собою лежачу знизу груду землі, на котрій можна було стояти зігнувши голову; в першопочатковому вигляді стеля була дещо вищою за людський зріст. Катакомба була вже розграбована, очевидно в ту пору, коли ще була ціла. Судячи з залишків кістяків, їхнього місця розташування, Спіцин зробив висновок що поховань налічувалось три.
Ніша (В) була розташована в північно-західному куті від входу. Її глибина по правій стінці була близько 2 метрів, в західній стороні - до 1 метру 60 сантиметрів, висота доходила (може бути, в дещо обвалившомуся вигляді) до 2,5 метрів. Середня частина ніші була зайнята камінням, що обвалилося з входу, і не могла бути досліджена повністю. Очищений північний кут ніші виявився весь вибіленим; речей в ньому не було. У західній половині знайдена ручка від срібного кілікса, тонка листова срібна оковка від невідомого предмету і окремі кістки барана, наскрізь просочені мідною зеленню.
На відстані 3 метрів на захід від колодязя перебувала могила з похованим в ній конем. Довжина ями – 2,5 метрів, ширина 90 сантиметрів, глибина 140 сантиметрів. Зверху яма перекрита чотирма великими плитами (з яких 3 завалені вниз), а на них накладені в невеликій кількості валуни. На дні ями лежав на правому боці, головою на схід, кінь з підігнутими під тулуб ногами. В зубах його перебували великі залізні вудила з кільцями для ременів; коло грудної клітини та за черепом знайдено 2 гладкі мідні бляшки, на місці стремені - уламки від залізного кільця, в діаметрі 6,5 сантиметрів. На ребрах помітні залишки рослинної рогожки. Яма була вже майже зовсім затягнута землею.
Координати -48.14656, 34.95709

## Поховання кургану
3 людських поховання розташовувались в головній камері (А). 
Кістки першого скелета (череп, хребці, кінцівки) були зсунуті, за припущенням А.Спіцина грабіжником до лівої стінки майже до її середини. При ньому були знайдені: 8 мідних наконечників стріл, 2 круглі кістяні і 1 залізний, 5 залізних трубочок, що мають в довжину більше 12 сантиметрів. Друге поховання - жіноче; скелет лежав головою на захід. У тому ж напрямку лежав, цілком ймовірно, і третій кістяк, що належав, судячи з предметів і маленької кісточки руки, дівчинці. Між кістками першого і другого скелета знайдено 17 залізних дужок, завдовжки до 6.5 сантиметрів, і 19 дужок довжиною до 5 сантиметрів; верхня частина дужок пластинчата овальної форми, нижня – з цвяхоподібного дроту. При кістках другого скелету знайдені 2 мідні дротяні сережки, на яких нанизані скляні і колчеданні намиста і кісточки плодів фруктових дерев; до  цього ж скелету належить зв'язка скляних різноманітної форми намист; переважно дитячого поховання належить набірнамист колчеданових. Типи скляних намист: дрібні темні, жовті, кольору води, великі і середньої величини сині і зеленуватосині з поодинокими і подвійними білими кружками, довгасті і у вигляді амфорок кольору морської води. Колчеданні намиста - циліндричні або гранені, гладкі і з виїмками, різних величин. На місці другого і третього поховання знайдені:
- золоті нашивні бляшки із зображенням Химери (1 прим.), голови Афіни в шоломі (9 екз.), зайчика (19 екз.) , пальметки (2 екз.), Пана (27 екз.), голови в пов'язці (2 екз.), головки (1 прим.), хреста з гуртків (8 екз.), зернистої пірамідки (88 екз.), кружка в облямівці (14 екз.) і у вигляді опуклих ґудзиків двох величин (31 екз.);
- 10 золотих намист,
- 32 золоті рубчасті трубочки,
- 3 великі круглі срібні намистини,
- 2 золоті підвісні жолуді і золота підвіска у вигляді амфори,
- золотий циліндрик і кришечка,
- 4 мушлі-каурі,
- глиняне пряслице.

При дитячому кістяку, крім того була знайдена пташина кісточка і кілька дрібних річкових мушель. Ближче до входу лежали ребра, лопатки і 2 кістки ніг коня. Між цими кістками і далі від них знаходилися різні кістяні вироби: 3 точені стрижня, паличка, 2 пластинки, 3 бляшки із залізними заклепками, бляшка квадратної форми, бляшка в формі зірочки і 2 бляшки у вигляді ґудзиків з отворами по середині; поблизу цих же кісток знайдено мідне блюдце грубої роботи, що відігравало роль світильника. Поблизу кісток чоловічого скелета знайдена ручка від срібного кілікса і ближче до нього 2 срібні пластинки, можливо також від посудини. Крім того в катакомбі було знайдено 5 залізних цвяхів, з яких 2 були встромлені в стіну, і залізний ніж звичайної форми з заокругленим обухом і слідами кістяного руків’я. Між входом і чоловічим скелетом у лівої стінки залишилося поглиблення з круглим дном, де за припущенням О.Спіцина, могла стояти велика посудина. Дно катакомби до входу трохи піднімається; воно було вибілене. Вхід заставлений стінкою з каменів.